# Christine l'Admirable
« Christina Mirabilis » redirige ici. Pour les autres significations, voir Mirabilis.
Christine l'Admirable (Christina Mirabilis), née selon la tradition à Brustem (près de Saint-Trond) en Belgique vers 1150 et morte le 24 juillet 1224 à l'abbaye bénédictine Sainte-Catherine à Saint-Trond, est une sainte localement commémorée le 24 juillet, bien que son culte n'ait jamais été confirmé par l'Église. Elle est connue pour d'étranges descriptions de visions impressionnantes et pour avoir vécu des phénomènes paranormaux.

## Biographie et légendes
Le récit de sa vie est principalement connu par la narration qu'en fit Thomas de Cantimpré. Fille de paysans, à la mort de ses parents, Christine mène une vie religieuse avec ses deux sœurs. La plus jeune des trois, elle est chargée de  mener les animaux aux champs. Le Christ lui apparaît fréquemment. Au bout de quelque temps elle perd la vie. Elle se réveille au cours de ses funérailles, stupéfiant l'assistance ; son corps s'élève jusqu'aux combles de l'église. Elle expliqua par la suite qu'elle n’arrivait pas à supporter l'odeur des pécheurs qui se trouvaient à côté d’elle, puis « l’étonnement s’accrut quand on apprit de sa propre bouche ce qui lui était arrivé après sa mort ».
Elle rapporta qu'elle avait vu ce qu’étaient le ciel, l'enfer et le purgatoire. Elle raconta, est-il écrit, « dès que mon âme eut été séparée de mon corps, elle fut reçue par les anges qui la conduisirent dans un endroit très sombre, entièrement rempli d'âmes » et les supplices qu'ils y enduraient « semblaient si démesurés » qu'il était « impossible de donner une idée de leur rigueur ».
Elle poursuivit :

« J'ai vu parmi eux beaucoup de mes connaissances et, profondément touchée de leur triste condition, j‘ai demandé si c'était l'enfer, mais on m'a dit que c'était le purgatoire ». Ses anges gardiens la conduisirent jusqu'à l'enfer où de nouveau elle identifia ceux qu'elle avait autrefois connus. Ensuite elle fut transportée au ciel, « et même jusqu’au trône de la Majesté divine », où elle fut « regardée d'un œil favorable », elle éprouva une joie extrême et ces paroles lui furent dites : « En vérité, ma chère fille, tu seras un jour avec moi. Maintenant, cependant, je te permets de choisir, soit de rester avec moi dès maintenant, soit de revenir sur Terre pour accomplir une mission de charité et de souffrance. Afin de libérer des flammes du purgatoire les âmes qui t’ont inspiré tant de compassion, tu vas souffrir pour elles sur la terre : tu vas supporter de grands tourments, sans pour autant mourir de leurs effets. Et non seulement tu soulageras les défunts, mais l'exemple que tu donneras aux vivants et ta souffrance continuelle amèneront les pécheurs à se convertir et à expier leurs crimes. Après avoir terminé cette nouvelle vie, tu retourneras ici chargée de mérites. »

Christine, en entendant cela, voyant quels grands avantages en retireraient les âmes, décida sans hésitation de revenir à la vie et ressuscita immédiatement. Elle dit à son entourage que son seul dessein en revenant sera le soulagement des morts et la conversion des pécheurs et que personne ne devrait s’étonner des pénitences qu'elle pratiquera, ni de la vie qu'elle mènera par la suite. On rapporte qu’elle a dit : « ce sera tellement extraordinaire que rien de semblable ne se sera jamais vu ». Faire pénitence pour les âmes du purgatoire devait désormais devenir la plus grande préoccupation de sa vie. 
Christine se disposa à la mission qu'elle avait acceptée auprès de Dieu, renonçant à tous les conforts de la vie, se réduisant à un strict dénuement. Elle vécut sans domicile un peu à l'écart, mais soupçonnée d'être possédée, elle a été emprisonnée. À sa libération, elle a commencé à pratiquer des pénitences, et non contente de ces privations, elle chercha avidement tout ce qui pourrait la faire souffrir.

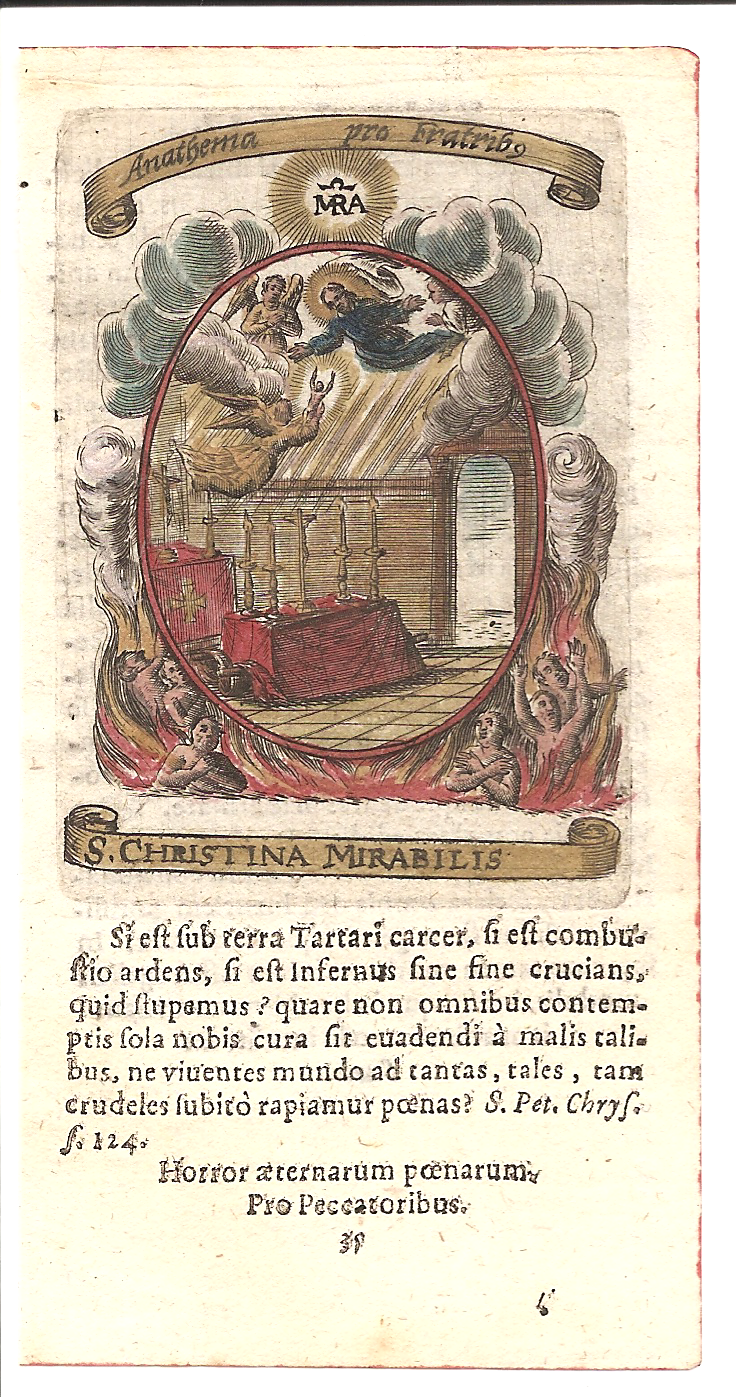
Christina Mirabilis, fête le 24 juillet, calendrier des saints Fasti Mariani (1630).

Selon les chroniques de ses contemporains, en particulier Thomas de Cantimpré — alors chanoine régulier et professeur de théologie remarquable — et le cardinal Jacques de Vitry qui la rencontra, elle se jetait dans des fours brûlants et y subissait de grandes tortures pendant des périodes prolongées, poussant des cris terrifiants, mais sortant sans aucun signe de brûlures. En hiver, elle plongeait dans la Meuse gelée pendant des heures, voire à chaque fois pendant des jours et des semaines, tout en priant Dieu et en implorant sa miséricorde. Elle se laissait parfois emporter par les courants en aval jusqu’à un moulin où la roue « la faisait tourbillonner d'une manière terrible à voir », mais jamais elle ne souffrit de voir ses os disloqués ou brisés. Elle fut pourchassée par des chiens qui mordaient sa chair et la déchiraient. Elle courut pour leur échapper dans des fourrés d'épines, et, bien que couverte de sang, elle revint sans blessure ni cicatrice.
Après avoir été incarcérée une seconde fois, elle modéra quelque peu ses dispositions. Christine mourut de mort naturelle à l'abbaye bénédictine Sainte-Catherine à Saint-Trond où elle serait venue pour bénéficier d'un soin ou pour prendre un peu de repos. 
Il est dit qu'il s'était passé 42 ans après son retour à la vie, ce qui conduit à placer cet événement en 1182. L'éditeur de sa vie dans les Acta Sanctorum, Jan Pinius, propose sans fournir de justifications qu'elle aurait eu à cette date 32 ans. Dans une publication récente, Sylvain Piron suggère qu'elle n'aurait eu que 12 ans et serait donc née vers 1170. Pour la tradition, elle est morte à l'âge de 74 ans en 1224.

## Vénération

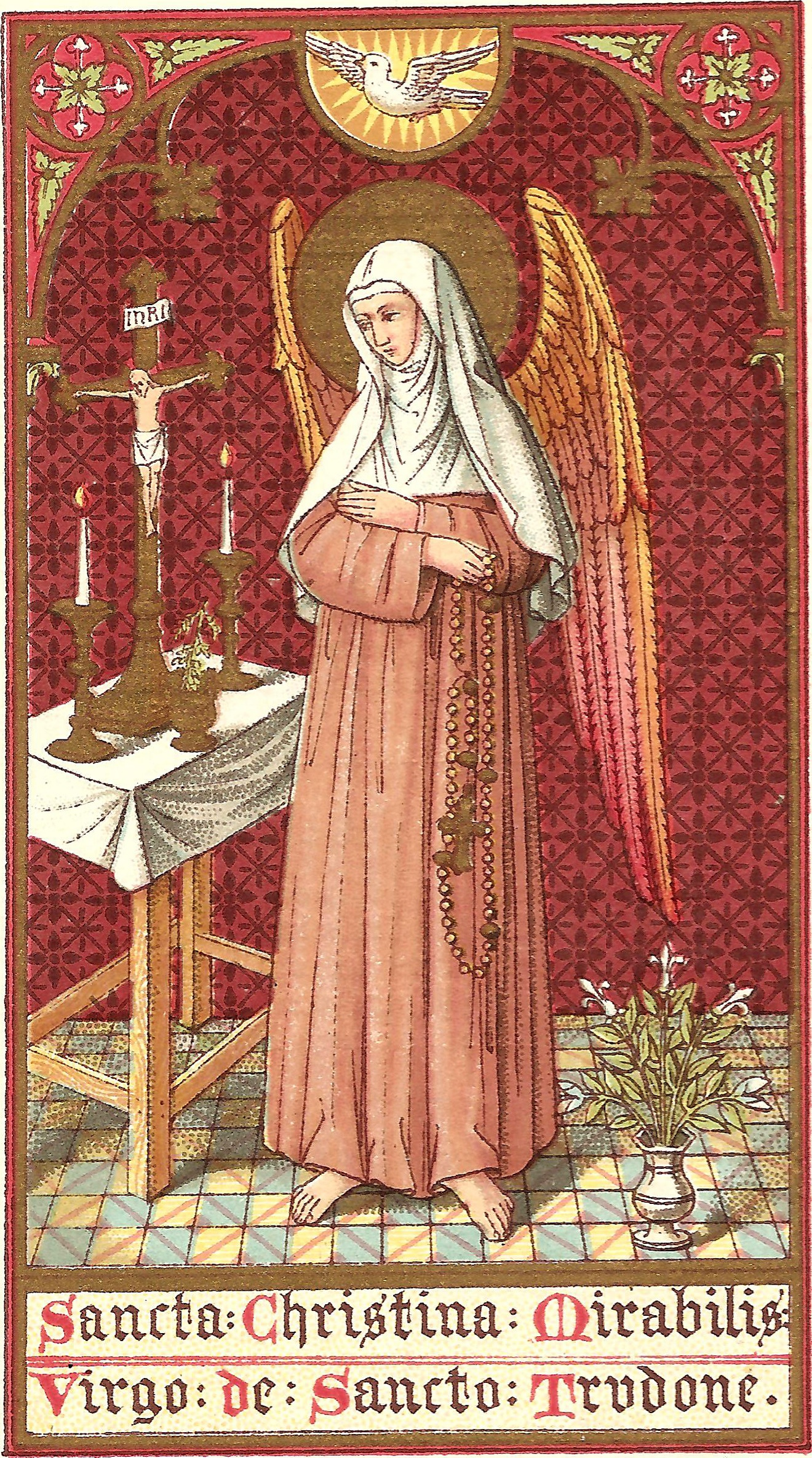
Recto d'une carte de prière de 1892 confirmant par l'évêque Victor-Joseph Doutreloux que ses reliques sont gardées par les rédemptoristes et que sa fête est le 24 juillet.

Après avoir été témoignée et relatée par Thomas de Cantimpré et le cardinal Jacques de Vitry, saint Robert Bellarmin soutiendra à la fois l'auteur et la sainte en précisant que sans doute « Dieu a voulu faire taire ces libertins qui font ouvertement profession de ne croire à rien, et qui ont l'audace de demander avec mépris : "Qui est revenu de l'autre monde ? Qui a déjà vu les tourments de l'enfer ou du purgatoire ?". Voici deux témoins qui nous assurent qu'ils les ont vus et qu'ils sont affreux. Que s'ensuit-il donc, sinon que les incrédules sont inexcusables, et que ceux qui croient et pourtant négligent de faire pénitence sont encore plus à condamner ? ».
L’orientaliste Louis Massignon fut très impressionné par elle, et il lui consacra un texte publié dans La cité chrétienne suivi d'un volume en 1950, ainsi que des conférences.   
Sainte Christine l'Admirable est reconnue comme sainte depuis le XIIe siècle. Elle a été confirmée dans le calendrier des saints par l'évêque Victor-Joseph Doutreloux et le pape Pie IX qui ont reconnu sa vie comme pleinement religieuse autorisant sa vénération. L'Église catholique la fête le 24 juillet, avec une dévotion plus marquée dans sa région natale du Limbourg.

## Représentation
Alors qu'elle n'a jamais appartenu à un ordre, dans l'art religieux, Christine est principalement représentée comme une nonne ailée. Malgré sa vie atypique s'apparentant à un ange et à une pénitente, ayant vécu des expériences extatiques, elle est reconnue sainte et montrée comme une religieuse à part entière, capable d'intercéder pour les fidèles.

## Postérité
Le chanteur Nick Cave a écrit un morceau sur Christine l'Admirable, Christina the Astonishing, sur l'album Henry's Dream sorti en 1992.